# Dakota Tipi 1
Dakota Tipi 1 är ett reservat i Kanada.   Det ligger i provinsen Manitoba, i den sydöstra delen av landet, 1 800 km väster om huvudstaden Ottawa. Dakota Tipi 1 ligger vid sjön Portage Reservoir.
Omgivningarna runt Dakota Tipi 1 är en mosaik av jordbruksmark och naturlig växtlighet. Runt Dakota Tipi 1 är det mycket glesbefolkat, med 3 invånare per kvadratkilometer.